# Миливоје Самарџић
Миливоје Самарџић (Слато код Невесиња, 17. јун 1949) је генерал-потпуковник Војске Републике Српске у пензији. По националности је Србин.

## Биографија
Рођен је 1949. у селу Слато код Невесиња, од оца Светозара и мајке Стоје. Ожењен је супругом Митром са којом има двоје дјеце. Са породицом живи у Бањој Луци. Крсна слава му је Свети великомученик Георгије- Ђурђевдан 

## Образовање и војна каријера
Основну школу завршио је у Фојници, општина Гацко 1963, а затим и средњу економску школу у Невесињу 1967. Послије
средње економске школе уписао је Војну академију Копнене војске - смјер пјешадија (24. класа) коју завршава у Београду и Сарајеву 1971. са врлодобрим успјехом. Своје знање је усавршавао на Командно-штабној школи тактике Копнене војске у Београду (1988) и Школи националне одбране у Београду (1998), као и на Извиђачко-диверзантском курсу у Батајници (1973), Обавјештајној школи у Москви  (СССР) 1975. и Обавјештајном курсу у Панчеву (1978).
У чин потпоручника пјешадије произведен је 1971, а у чин поручника унапријеђен 1974, капетана 1977, капетана прве класе 1980, мајора 1985, потпуковника 1989, пуковника 1993, генерал-мајора 12. маја 1999. године и генерал-потпуковника 8. јануара 2002. године.
У ЈНА је обављао дужности: командир вода аутоматичара у пјешадијском пуку; командир извиђачког вода у пјешадијском пуку; командир курса десетара извиђачких јединица за 5, 9. и 1. армију; командир извиђачке чете 13. пролетерске пјешадијске бригаде "А"; помоћник начелника штаба за обавјештајне послове 13. пролетерске пјешадијске бригаде; помоћник начелника штаба за обавјештајне послове 13. оперативне групе; референт за обавјештајне послове у команди 13. корпуса; начелник Одсјека за обавјештајне послове 13. корпуса. Док је у ВРС био начелник Одјељења за обавјештајне послове у команди Херцеговачког корпуса; начелник Обавјештајне управе Генералштаба Војске Републике Српске.
Службовао је у гарнизонима: Копривница, Загреб, Чаковец, Ријека, Илирска Бистрица, Билећа, Требиње, Бијељина и Бања Лука.
Почетак оружаних сукоба у СФРЈ затекао га је у гарнизон у Ријека. На посљедњој дужости у ЈНА био је начелник одсјека за обавјештајне послове у команди корпуса, у чину потпуковника. У Војсци Републике Српске је од 15. маја 1992. За вријеме Одбрамбено-отаџбинског рата био је начелник одјељења за обавјештајне послове у команди корпуса. Учествовао је у рату од 30. априла 1991. до 14. децембра 1995.
Са посљедње дужности смијењен је након фабриковане афере у којој је ВРС оптужена да са радарског положаја на Козари прислушкује авијацију НАТО-a. Ово је за посљедицу имало гашење 410. обавјештајног центара ВРС (суспендовано све особље) и укидање Обавјештајно-безбједносне службе Републике Српске и формирања Обавјештајнобезбједносна служба БиХ. Од оптужби је ослобођен 2006. због недостатка доказа.
Пензионисан је 7. марта 2002.

## Одликовања
Одликован у ЈНА: 
- Орденом за војне заслуге са сребрним мачевима (1968),
- Орденом народне армије са сребрном звијездом (1973),

Одликован у ВРС: 
- Орденом Карађорђеве звијезде Републике Српске трећег реда (1995).

Током службе оцјењиван је десет пута, три пута оцјеном истиче се и седам пута оцјеном нарочито се истиче.